# Finlandia na Zimowych Igrzyskach Olimpijskich 1960
Finlandię na Zimowych Igrzyskach Olimpijskich 1960 reprezentowało 48 zawodników: 42 mężczyzn i sześć kobiet. Był to ósmy start reprezentacji Finlandii na zimowych igrzyskach olimpijskich.

## Zdobyte medale
| Medal  | Zawodnik                                                        | Dyscyplina          | Konkurencja                 | Rezultat    |
| ------ | --------------------------------------------------------------- | ------------------- | --------------------------- | ----------- |
| Złoto  | Kalevi Hämäläinen                                               | Biegi narciarskie   | Bieg na 50 km mężczyzn      | 2:59:06,3 h |
| Złoto  | Toimi Alatalo, Eero Mäntyranta, Väinö Huhtala, Veikko Hakulinen | Biegi narciarskie   | sztafeta 4 × 10 km mężczyzn | 2:18:45,6 h |
| Srebro | Antti Tyrväinen                                                 | Biathlon            | bieg na 20 km mężczyzn      | 1:33:57,7 h |
| Srebro | Veikko Hakulinen                                                | Biegi narciarskie   | Bieg na 50 km mężczyzn      | 2:59:26,7 h |
| Srebro | Niilo Halonen                                                   | Skoki narciarskie   | indywidualnie               | 222,6 pkt   |
| Brąz   | Veikko Hakulinen                                                | Biegi narciarskie   | bieg na 15 km mężczyzn      | 52:03,0 min |
| Brąz   | Siiri Rantanen, Eeva Ruoppa, Toini Pöysti                       | Biegi narciarskie   | sztafeta 3 × 5 km kobiet    | 58:13,6 min |
| Brąz   | Eevi Huttunen                                                   | Łyżwiarstwo szybkie | bieg na 3000 m kobiet       | 5:21,0 min  |

## Skład kadry

### Biathlon
Mężczyźni
| Zawodnik        | Konkurencja   | czas biegu | Kary  | Łączny czas | Pozycja |
| --------------- | ------------- | ---------- | ----- | ----------- | ------- |
| Antti Tyrväinen | Bieg na 20 km | 1:29:57,7  | 4:00  | 1:33:57,7   | srebro  |
| Martti Meinilä  | Bieg na 20 km | 1:29:17,0  | 10:00 | 1:39:17,0   | 8.      |
| Eero Laine      | Bieg na 20 km | 1:33:28,3  | 14:00 | 1:47:28,3   | 15.     |
| Pentti Taskinen | Bieg na 20 km | 1:36:29,7  | 14:00 | 1:50:29,7   | 18.     |

### Biegi narciarskie
Mężczyźni
| Zawodnik                                                     | Konkurencja        | czas      | Pozycja |
| ------------------------------------------------------------ | ------------------ | --------- | ------- |
| Veikko Hakulinen                                             | Bieg na 15 km      | 52:03,0   | brąz    |
| Eero Mäntyranta                                              | Bieg na 15 km      | 52:40,6   | 6.      |
| Väinö Huhtala                                                | Bieg na 15 km      | 53:11,5   | 13.     |
| Toimi Alatalo                                                | Bieg na 15 km      | 54:52,7   | 23.     |
| Veikko Hakulinen                                             | Bieg na 30 km      | 1:54:02,0 | 6.      |
| Toimi Alatalo                                                | Bieg na 30 km      | 1:54:06,5 | 7.      |
| Kalevi Hämäläinen                                            | Bieg na 30 km      | 1:56:54,4 | 12.     |
| Arto Tiainen                                                 | Bieg na 30 km      | 1:58:56,6 | 18.     |
| Kalevi Hämäläinen                                            | Bieg na 50 km      | 2:59:06,3 | złoto   |
| Veikko Hakulinen                                             | Bieg na 50 km      | 2:59:26,7 | srebro  |
| Pentti Pelkonen                                              | Bieg na 50 km      | 3:05:24,5 | 6.      |
| Veikko Räsänen                                               | Bieg na 50 km      | 3:06:04,4 | 8.      |
| Toimi Alatalo Eero Mäntyranta Väinö Huhtala Veikko Hakulinen | Sztafeta 4 × 10 km | 2:18:45,6 | złoto   |

Kobiety
| Zawodnik                                | Konkurencja       | czas      | Pozycja |
| --------------------------------------- | ----------------- | --------- | ------- |
| Toini Pöysti                            | Bieg na 10 km     | 40:41,9   | 6.      |
| Eeva Ruoppa                             | Bieg na 10 km     | 42:12,8   | 11.     |
| Siiri Rantanen                          | Bieg na 10 km     | 42:52,7   | 15.     |
| Eva Hög                                 | Bieg na 10 km     | 44:05,0   | 17.     |
| Siiri Rantanen Eeva Ruoppa Toini Pöysti | Sztafeta 3 × 5 km | 1:06:27,5 | brąz    |

### Hokej na lodzie
Reprezentacja mężczyzn
| - Yrjö Hakala - Raimo Kilpiö - Erkki Koiso - Juhani Lahtinen - Matti Lampainen - Esko Luostarinen - Esko Niemi - Pertti Nieminen - Kalevi Numminen |  | - Heino Pulli - Kalevi Rassa - Teppo Rastio - Jorma Salmi - Jouni Seistamo - Voitto Soini - Seppo Vainio - Juhani Wahlsten |

Reprezentacja Finlandii w fazie eliminacyjnej brała udział w rozgrywkach grupy C turnieju olimpijskiego zajmując w niej trzecie miejsce i nie awansując do grupy finałowej. W grupie "pocieszenia" reprezentacja Finlandii zajęła pierwsze miejsce, ostatecznie zajmując 7. miejsce w turnieju olimpijskim.

#### Runda eliminacyjna
Grupa C
| Drużyna   | M | Mecze | Mecze | Mecze | Bramki | Bramki | Bramki | Pkt |
| Drużyna   | M | W     | R     | P     | +      | –      | +/-    | Pkt |
| --------- | - | ----- | ----- | ----- | ------ | ------ | ------ | --- |
| ZSRR      | 2 | 2     | 0     | 0     | 16     | 4      | +12    | 4   |
| Niemcy    | 2 | 1     | 0     | 1     | 4      | 9      | -5     | 2   |
| Finlandia | 2 | 0     | 0     | 0     | 5      | 12     | -7     | 0   |

Wyniki
| 20 lutego 1960 | ZSRR | 8:4 | Finlandia |  |

|  | W.Grebiennikow 4:43 J.Groszew 9:35 N.Karpow 22:36 W.Jakuszew 29:36 J.Cicinow 36:21 J.Groszew 37:30 K.Łoktiew 44:31 W.Grebiennikow 56:28 | (2:1, 4:0, 2:3) | M. Lampainen 18:09 H. Pulli 43:20 P. Nieminen 47:15 P. Nieminen 59:42 | Sędzia główny: Bill McKenzie Sędziowie liniowi: Hugh McLean |

| 21 lutego 1960 | Niemcy | 4:1 | Finlandia |  |

|  | K.Sepp 16:16 K.Sepp 21:03 J.Reif 32:16 J.Rampf 54:56 | (1:0, 2:0, 1:1) | M. Lampainen 18:09 | Sędzia główny: Bob Barry Sędziowie liniowi: Bill Riley |

#### Grupa "pocieszenia"
| Drużyna   | M | Mecze | Mecze | Mecze | Bramki | Bramki | Bramki | Pkt |
| Drużyna   | M | W     | R     | P     | +      | –      | +/-    | Pkt |
| --------- | - | ----- | ----- | ----- | ------ | ------ | ------ | --- |
| Finlandia | 4 | 3     | 1     | 0     | 50     | 11     | +39    | 7   |
| Japonia   | 4 | 2     | 1     | 0     | 32     | 22     | 10     | 5   |
| Australia | 4 | 0     | 0     | 4     | 8      | 57     | -49    | 0   |

Wyniki
| 22 lutego 1960 | Finlandia | 14:1 | Australia |  |

|  | J.Seistamo 3:25 R.Kilpiö 5:19 P.Nieminen 6:21 E.Luostarinen 7:51 R.Kilpiö 9:22 V.Soini 15:54 R.Kilpiö 16:04 P.Nieminen 18:07 V.Numinnen 23:24 J.Wahlsten 36:54 J.Wahlsten 37:51 E.Luostarinen 39:19 J.Seistamo 43:59 R.Kilpiö 56:14 | (8:1, 4:0, 2:0) | D.Cunningham 18:48 | Sędzia główny: Bill Riley Sędziowie liniowi: Hiroshi Hayrachi |

| 23 lutego 1960 | Finlandia | 6:6 | Japonia |  |

|  | R.Kilpiö 0:30 J.Seistamo 7:57 P.Nieminen 27:02 M.Lampainen 33:33 V.Soini 37:17 V.Soini 41:57 | (2:1, 3:2, 1:3) | J.Iwaoka 12:06 M.Tanabu 223:56 I.Ono 35:40 T.Kakihara 49:04 M.Takashima 49:57 M.Takashima 55:59 |  |

| 25 lutego 1960 | Finlandia | 19:2 | Australia |  |

|  | J.Wahlsten 0:45 J.Wahlsten 4:29 R.Kilpiö 5:13 H.Pulli 5:18 E.Luostarinen 7:58 H.Pulli 18:35 V.Numminen 21:22 R.Kilpiö 23:49 V.Numminen 28:16 E.Luostarinen 33:19 V.Numminen 34:19 J.Seistamo J.Salmi T.Rastio J.Seistamo V.Numminen H.Pulli P.Nieminen J.Seistamo | (6:1, 5:1, 8:0) | R.Jones 11:08 J.Thomas 20:15 |  |

| 26 lutego 1960 | Finlandia | 11:2 | Japonia |  |

|  | H.Pulli 6:55 T.Rastio 7:53 R.Kilpiö 24:58 J.Seistamo 26:54 P.Nieminen 28:41 J.Seistamo 33:43 H.Pulli 36:52 T.Rastio 37:10 R.Kilpiö 51:48 P.Nieminen 55:59 E.Luostarinen 59:19 | (2:1, 6:0, 3:1) | Y.Segawa 11:40 T.Yamada 52:58 |  |

### Kombinacja norweska
Mężczyźni
| Zawodnik       | Konkurencja   | Bieg narciarski | Bieg narciarski | Bieg narciarski | Skoki narciarskie | Skoki narciarskie | Łącznie | Pozycja |
| Zawodnik       | Konkurencja   | Czas biegu      | Pozycja         | Punkty          | Punkty            | Pozycja           | Łącznie | Pozycja |
| -------------- | ------------- | --------------- | --------------- | --------------- | ----------------- | ----------------- | ------- | ------- |
| Pekka Ristola  | Indywidualnie | 59:32,8         | 6.              | 235,871         | 214,0             | 6.                | 449,871 | 4.      |
| Paavo Korhonen | Indywidualnie | 59:08,0         | 3.              | 237,484         | 197,5             | 24.               | 434,984 | 9.      |
| Ensio Hyytiä   | Indywidualnie | 1:08:14,0       | 29.             | 202,258         | 212,5             | 9.                | 414,758 | 22.     |
| Martti Maatela | Indywidualnie | 1:06:13,5       | 24.             | 210,000         | 202,0             | 17.               | 412,000 | 23.     |

### Łyżwiarstwo szybkie
Mężczyźni
| Zawodnik         | Konkurencja   | Konkurencja   | Konkurencja    | Konkurencja    | Konkurencja    | Konkurencja    | Konkurencja      | Konkurencja      |
| Zawodnik         | Bieg na 500 m | Bieg na 500 m | Bieg na 1500 m | Bieg na 1500 m | Bieg na 5000 m | Bieg na 5000 m | Bieg na 10 000 m | Bieg na 10 000 m |
| Zawodnik         | Czas          | Miejsce       | Czas           | Miejsce        | Czas           | Miejsce        | Czas             | Miejsce          |
| ---------------- | ------------- | ------------- | -------------- | -------------- | -------------- | -------------- | ---------------- | ---------------- |
| Toivo Salonen    | 40,9          | 7.            | 2:13,1         | 7.             |                |                |                  |                  |
| Juhani Järvinen  | 41,8          | 16.           | 2:13,1         | 5.             | 8:19,2         | 15.            | 16:35,4          | 8.               |
| Leo Tynkkynen    | 42,1          | 19.           |                |                | 8:24,3         | 21.            | 17:33,6          | 24.              |
| Jouko Jokinen    | 45,1          | 42.           | 2:12,0         | 4.             |                |                |                  |                  |
| Keijo Tapiovaara |               |               | 2:19,2         | 23.            | 8:09,1         | 7.             | 16:37,2          | 9.               |

Kobiety
| Zawodnik      | Konkurencja   | Konkurencja   | Konkurencja    | Konkurencja    | Konkurencja    | Konkurencja    | Konkurencja    | Konkurencja    |
| Zawodnik      | Bieg na 500 m | Bieg na 500 m | Bieg na 1000 m | Bieg na 1000 m | Bieg na 1500 m | Bieg na 1500 m | Bieg na 3000 m | Bieg na 3000 m |
| Zawodnik      | Czas          | Miejsce       | Czas           | Miejsce        | Czas           | Miejsce        | Czas           | Miejsce        |
| ------------- | ------------- | ------------- | -------------- | -------------- | -------------- | -------------- | -------------- | -------------- |
| Iris Sihvonen | 48,1          | 11.           | 1:37,2         | 9.             | 2:29,7         | 6.             | 5:35,2         | 12.            |
| Eevi Huttunen | 48,6          | 14.           | 1:37,3         | 10.            | 2:35,1         | 14.            | 5:21,0         | brąz           |

### Skoki narciarskie
Mężczyźni
| Skoczek          | Skok 1    | Skok 1 | Skok 2    | Skok 2 | Nota  | Pozycja |
| Skoczek          | odległość | Nota   | odległość | Nota   | Nota  | Pozycja |
| ---------------- | --------- | ------ | --------- | ------ | ----- | ------- |
| Niilo Halonen    | 92,5      | 111,3  | 83,5      | 111,3  | 222,6 | srebro  |
| Juhani Kärkinen  | 87,5      | 108,3  | 82,0      | 103,1  | 211,4 | 8.      |
| Eino Kirjonen    | 85,5      | 104,2  | 79,5      | 101,6  | 205,8 | 17.     |
| Veikko Kankkonen | 86,5      | 72,0   | 75,0      | 96,0   | 168,0 | 40.     |